# إن الذي سمك السماء بنى لنا
إِنَّ الَّذي سَمَكَ السَماءَ بَنى لَنا هي قصيدة من غرر قصائد العصر الأموي، وهي قصيدةٌ للفرزدق يفخر فيها بنفسه، ويهجو جريرًا، ومطلعها:

## الفرزدق
الفرزدق بن غالب بن صعصعة المجاشعي التميمي البصري (20 هـ / 641م - 110 هـ / 728م) شاعر عربي من النبلاء الأشراف، ولد ونشأ في دولة الخلافة الراشدة في زمن عمر بن الخطاب عام 20 هـ في بادية قومه بني تميم قرب كاظمة، وبرز واشتهر في العصر الأموي وساد شعراء زمانه، واسمه همام بن غالب بن صعصعة الدارمي التميمي، وكنيته أبو فراس، ولقبه الفرزدق وقد غلب لقبه على اسمه فعرف وأشتهر به.
كان عظيم الأثر في اللغة، حتى قيل «لولا شعر الفرزدق لذهب ثلث لغة العرب، ولولا شعره لذهب نصف أخبار الناس»، وهو صاحب الأخبار والنقائض مع جرير والأخطل، واشتهر بشعر المدح والفخرُ وَشعرُ الهجاء.
وقد وفد على عدد كبير من الخلفاء كعلي بن أبي طالب، ومعاوية بن أبي سفيان، وابنه يزيد، وعبد الملك بن مروان، وابنائه الوليد، وسليمان، ويزيد، وهشام، ووفد أيضاً على الخليفة عمر بن عبد العزيز، وعدد من الأمراء الأمويين، والولاة، وكان شريفاً في قومه، عزيز الجانب، وكان أبوه من الأجواد الأشراف، وكذلك جده من سادات العرب وهو حفيد الصحابي صعصعة بن ناجية التميمي، وكان الفرزدق لا ينشد بين يدي الخلفاء إلا قاعداً لشرفه، وله ديوان كبير مطبوع، وتوفي في البصرة وقد قارب المائة عام.

## الأبيات
يقول الفرزدق:
إن الذي سمك السماء بنى لنا بيتاً دعائـــــــمهُ أعزُ وأطولُ
بيتاً زُرارة محتبٍ بفنائِـــــــه ومجاشع وأبو الفوارس نهشلُ
لايحتبي بفناء بيتك مثلهـــــم أبداً إذا عد الفعـــالُ الأفضـــلُ
فيجيبه جرير:
أخزى الذي سمك السماء مجاشعاً وبنى بناءك في الحضيض الأسفَلٍِِِ
بيتًا يحمحم قينكـــــم بفنائـــــهِ دنســاً مقاعــده خبيــــث المدخَـــلٍِِِ
قُتل الزبير وأنت عاقـدُ حبوةٍ تبـاً لحـبـوتـك التـي لـم تحــلـلِ
وافاكَ غدرُكَ بالزبير على منى ومجر جعثـنـكم بذات الحرملِ
بات الفرزدق يستجيـر لنـفـسه وعجان جعثن كالطريقِ ِالمُعمِلِ
ويقول الفرزدق:
حُـلـُلُ المُلوكُ لباسُنا في أهلنا والسابغاتِ إلى الوغى نتسربلُ
فيجيبه جرير:
لا تذكروا حلـلَ الملوكِ فإنكم بعد الزبيرِ كحائض ٍ لم تغـْسِـلِ
ويقول الفرزدق:
أحلامنا تزن الجبال رزانة ً وتخـــالُـنــا جنـــًا إذا ما نجهــلُ
أنا لنضرب رأس كل قبيلةٍ وأبـوك خـلف أتــانـه يــتـقمــلُ
فيجيبه جرير:
أبلغ بني وقبانَ أن حلومَهُم خَفـتْ فلا يزنـونَ حبَـةَََ َخردَلِ

## البناء
نُظمت القصيدة على بحر الكامل، وهو بحر صافي على وزن «مُتَفاعِلُنْ مُتَفاعِلُنْ مُتَفاعِلُنْ». حرف الروي في القصيدة هو الواو «لُ».